# St. Wendelin (Freiburg)

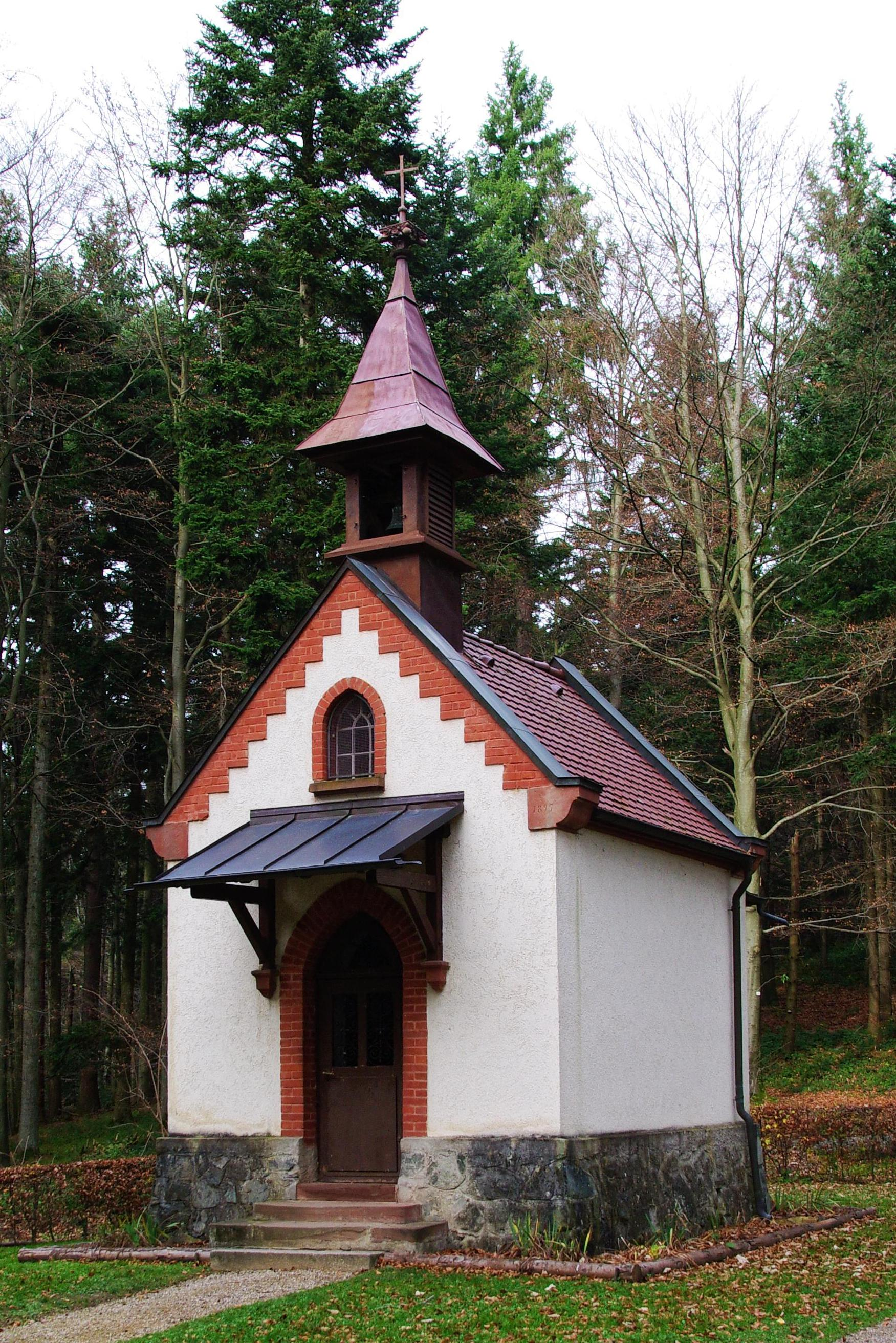
Außenansicht

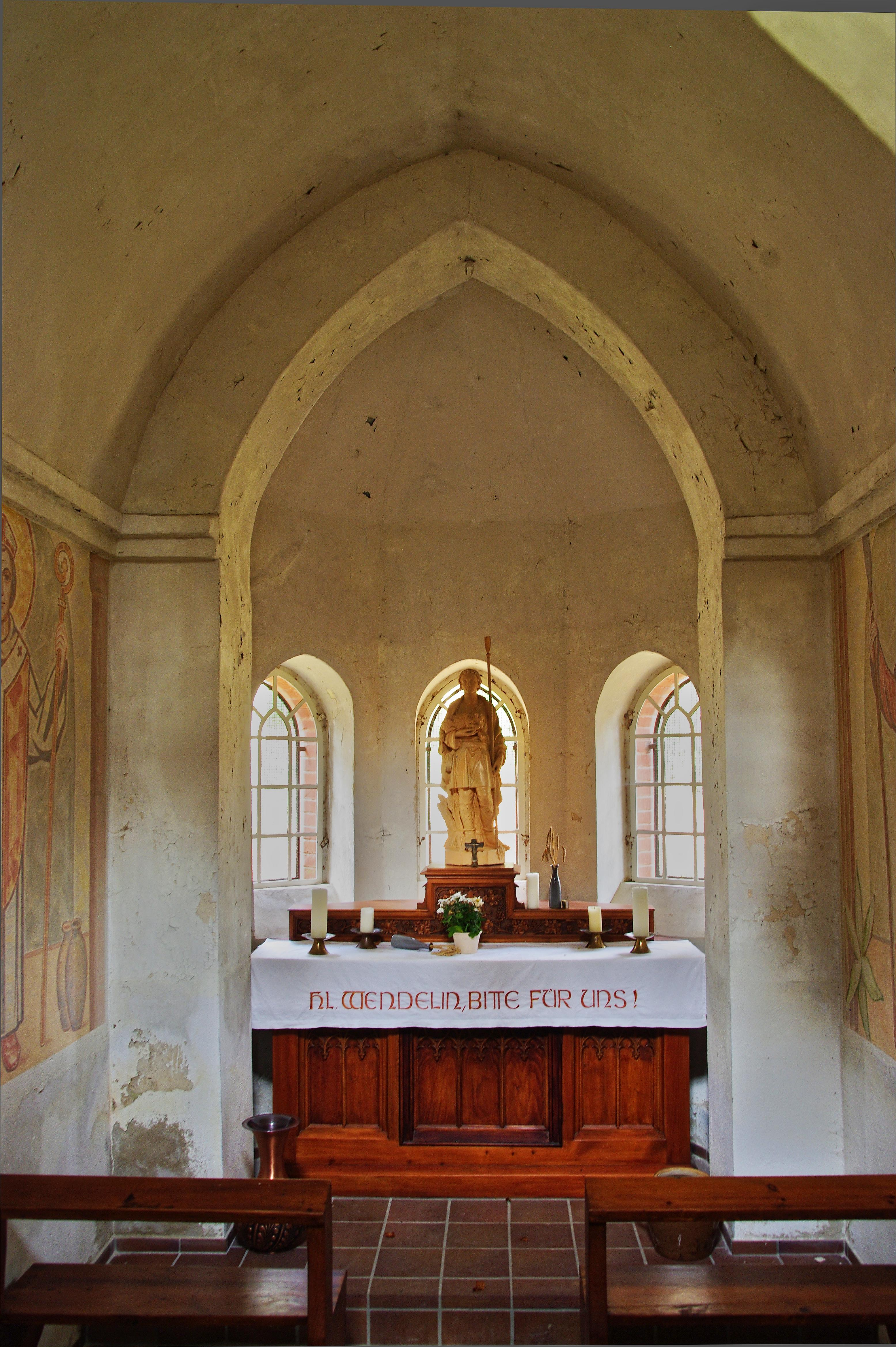
Blick ins Innere

St. Wendelin ist eine römisch-katholische Kapelle im Freiburger Ortsteil Ebnet.
Die kleine Kapelle liegt etwa 15 Minuten zu Fuß östlich von St. Ottilien oberhalb des Musbachtals auf dem kleinen Roßkopf in einer Höhe von 540 m. Sie gehört zur Pfarrei St. Hilarius in Ebnet. Benannt ist sie nach dem hl. Wendelin, einem Königssohn, der als Hirte und Einsiedler lebte. Wendelin ist der Schutzpatron der Hirten und Herden. Nach den Unterlagen der Kapuziner wurde die erste Kapelle 1723 aus Holz errichtet und diente den Ebneter Viehhirten auch als Schutz vor Unwettern. Pilger und Wallfahrer, die von Freiburg über den Roßkopf nach St. Peter gingen, nutzten diese Kapelle zum Schutz und zur Andacht. Die jetzige Kapelle aus Stein wurde 1895 von den Ebneter Bürgern finanziert und errichtet. Auch heute noch wird sie von Ebnet aus gepflegt.

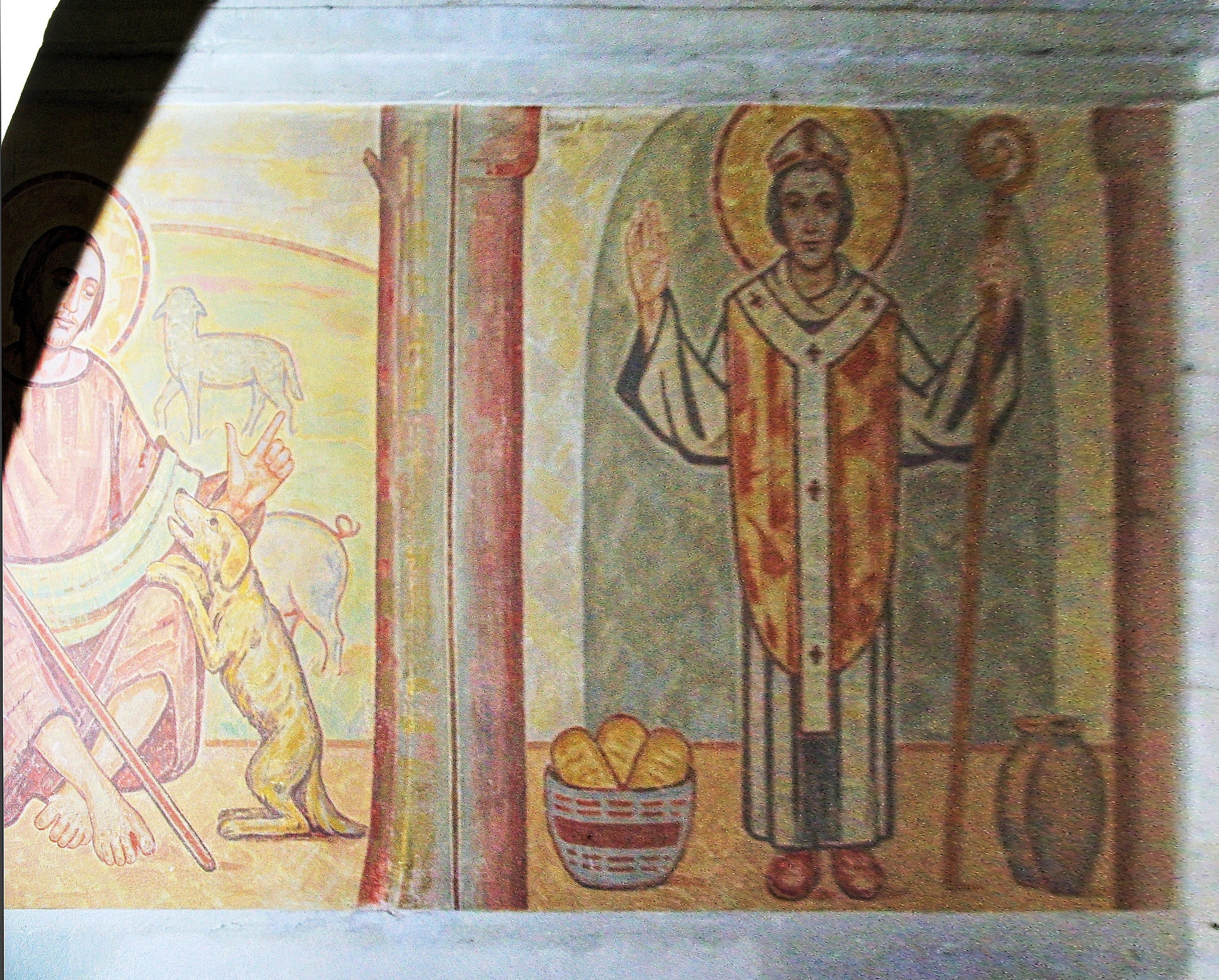
Die Bilder auf der linken Seite
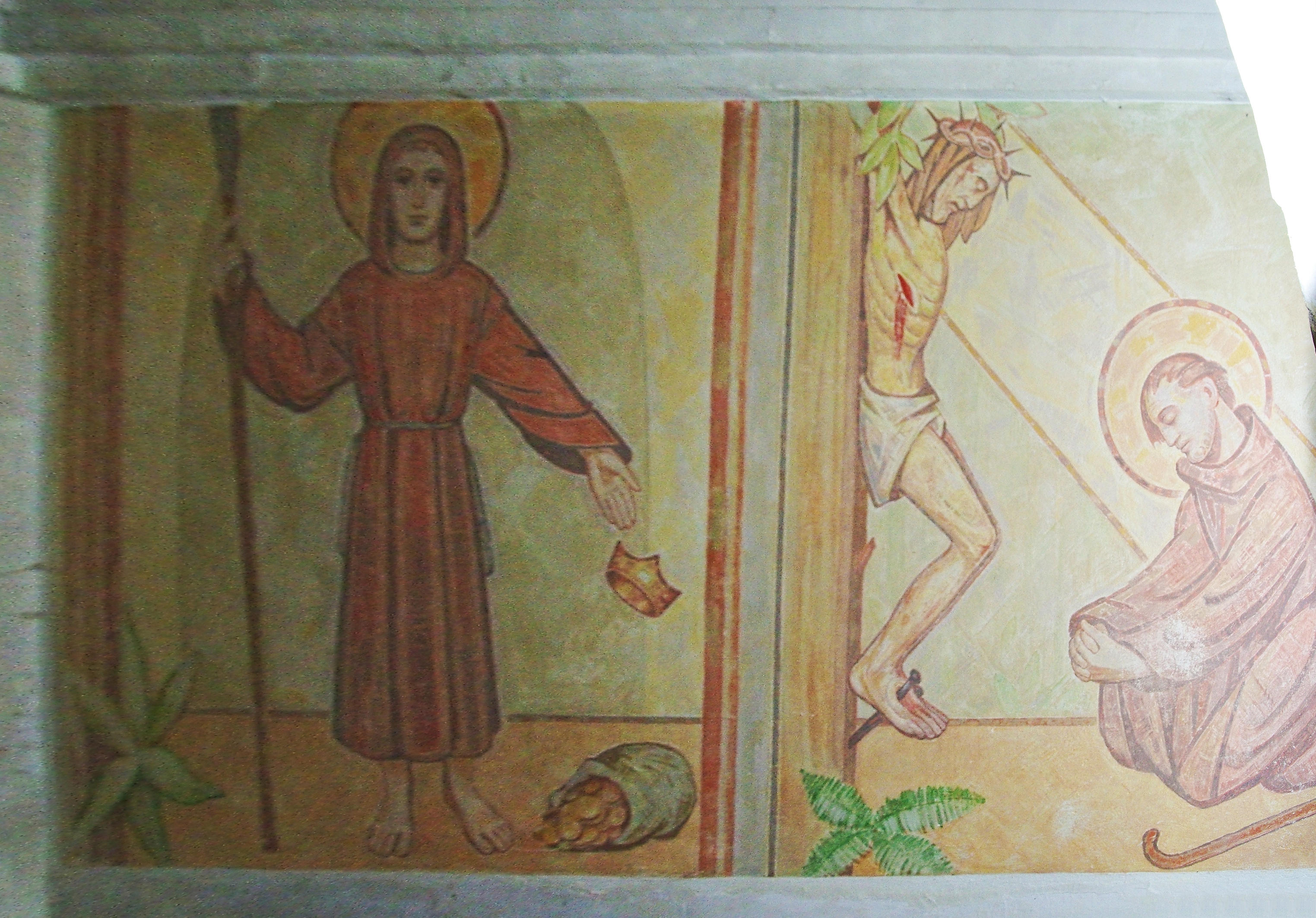
Die Bilder auf der rechten Seite
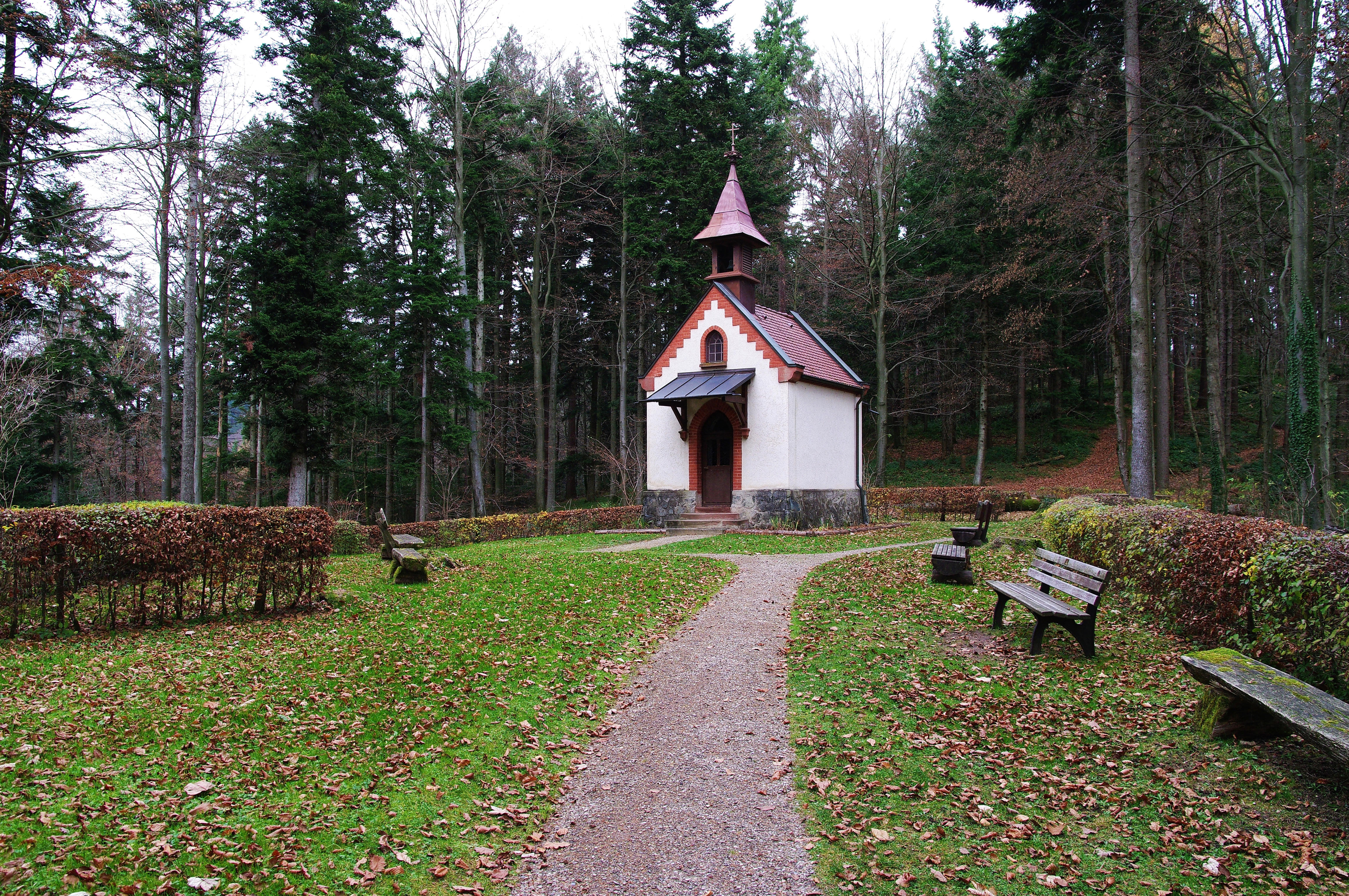
Die abgeschiedene Lage der Kapelle